# Студенская, Евгения Михайловна
Евге́ния Миха́йловна Студе́нская (7 декабря 1874, Санкт-Петербург — 17 мая 1906, Царское Село) — русская поэтесса и переводчица
.

## Биография
Евгения Шершевская родилась в семье действительного статского советника Михаила Марковича Шершевского (1846—1910), почётного лейб-медика двора Его Императорского Величества; мать — Ольга Алексеевна Шершевская, урожд. Пушкарёва (ум. 1899), дочь медика, члена и секретаря Общества русских врачей в Санкт-Петербурге, действительного статского советника Алексея Назаровича Пушкарёва.
Успешно закончила историко-филологический факультет Санкт-Петербургского университета. Ещё во время учёбы начала переводить зарубежную поэзию — с немецкого, английского, итальянского, датского, шведского языков. Первая публикация — в 1894 г. в «Вестнике иностранной литературы». С 1897 г. активно сотрудничала с «Новым журналом иностранной литературы, искусства и науки», где публиковала стихотворные переводы и критические этюды о зарубежных писателях. Переводила таких поэтов, как Густав Фрёдинг, Хольгер Драхман, Антонио Фогаццаро, Лоренцо Стеккети, Энрико Панцакки, Редьярд Киплинг. Публиковалась под девичьей фамилией (также под криптонимами «Е. М.» и «Е. М. Ш.»), с декабря 1901 г. — под фамилией мужа: Студенская.
В 1904 году перевела из немецкого журнала «Югенд» стихотворение Рудольфа Грейнца о подвиге крейсера «Варяг». Вскоре музыкант 12-го Астраханского гренадерского полка А. С. Турищев написал песню-марш по тексту её перевода. Песня стала популярна в России.
В 1904 году умер муж Студенской, в августе того же года появилась её последняя публикация. Она вышла замуж за профессора историко-филологического факультета Санкт-Петербургского университета Ф. А. Брауна. Ещё в первом браке, ухаживая за больным мужем, она заразилась туберкулёзом, от которого и скончалась.